# DeskJet

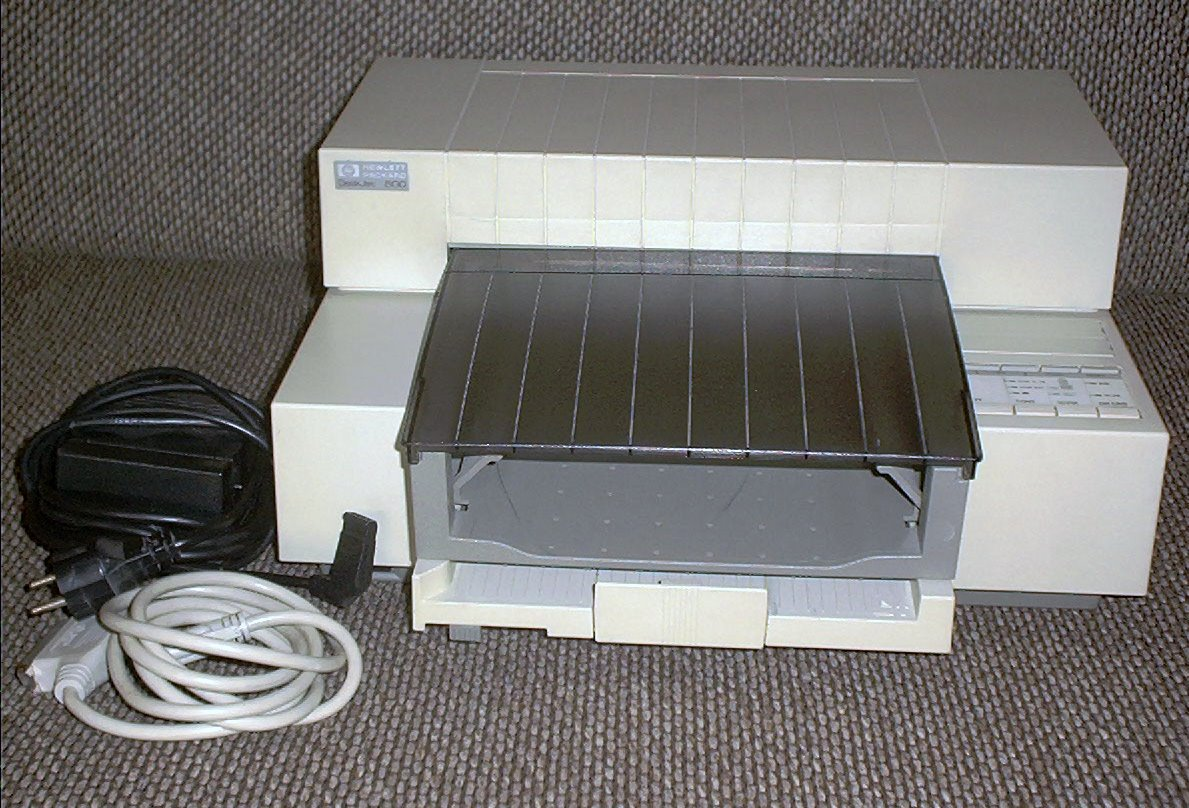
DeskJet 500

DeskJet é uma marca de impressoras jato-de-tinta fabricadas pela Hewlett-Packard. Tais impressoras variam desde modelos pequenos domésticos, até grandes modelos industriais, embora os maiores modelos tenham sido geralmente chamados DesignJet. Os equivalentes compatíveis com Macintosh receberam, porém, a marca DeskWriter, e competiram com as impressoras StyleWriter da Apple, enquanto os modelos tudo-em-um equivalentes foram chamados OfficeJet.
Essa é a linha da HP que usa  2 cartuchos de tinta: colorido (com três compartimentos) e preto. Ela foi desenvolvida para uso doméstico, por isso é bastante econômica e não muito rápida. Apesar de ser voltada para uso doméstico, veio ganhando, ao longo do tempo, muitos recursos Avançados, como o sistema PictBridge (impressão de fotos direto da câmera), e a qualidade da
impressão é mais do que satisfatória, para os usuários básicos e os intermediários.